# Aurel Dermek
Aurel Dermek (ur. 25 lipca 1925 w Brodském, zm. 15 kwietnia 1989 w Bratysławie) – słowacki mykolog.
Ukończył szkołę w mieście Malacky w zachodniej Słowacji. Studiował na politechnice w Bratysławie, potem pracował jako projektant. Mykologia była jego hobby, któremu poświęcał wolny czas. Jest autorem 54 publikacji. Są to 34 artykuły naukowe i 16 opracowań książkowych, w tym 6 naukowych i 10 popularnonaukowych (atlasy grzybów, kalendarze). Ważniejsze publikacje książkowe:
- Naše huby (1967)
- Hríbovité huby (1974)
- Poznávajme huby (1974)
- Atlas našich húb (1977)
- Malý atlas húb (1980)[1].

Był także ilustratorem. W swoich książkach, ale także w książkach i czasopismach innych autorów, opublikował 869 kolorowych plansz grzybów, 759 kolorowych fotografii i 432 rysunki ołówkowe. Przygotował także akwarele grzybów do serii monografii grzybów opublikowanych przez H. Engela. Nie zdążono ich wydrukować przed jego śmiercią.
Nie skupiał się wyłącznie na mykologii. Drugim jego hobby, które udało mu się zrealizować to budowa domu, z biblioteką i gabinetem. Miał także wiele innych zainteresowań.
Opisał nowe gatunki grzybów. W nazwach naukowych utworzonych przez niego taksonów dodawane jest jego nazwisko Dermek.